# Доніага
Доніага (нід. Doniaga) — село в нідерландській провінції Фрисландія. Входить до муніципалітету Фріске-Маррен.
Його площа становить 6,84 км², а населення станом на 2021 рік складало 85 осіб.
Перша згадка про населений пункт датується 1448 роком.

## Галерея

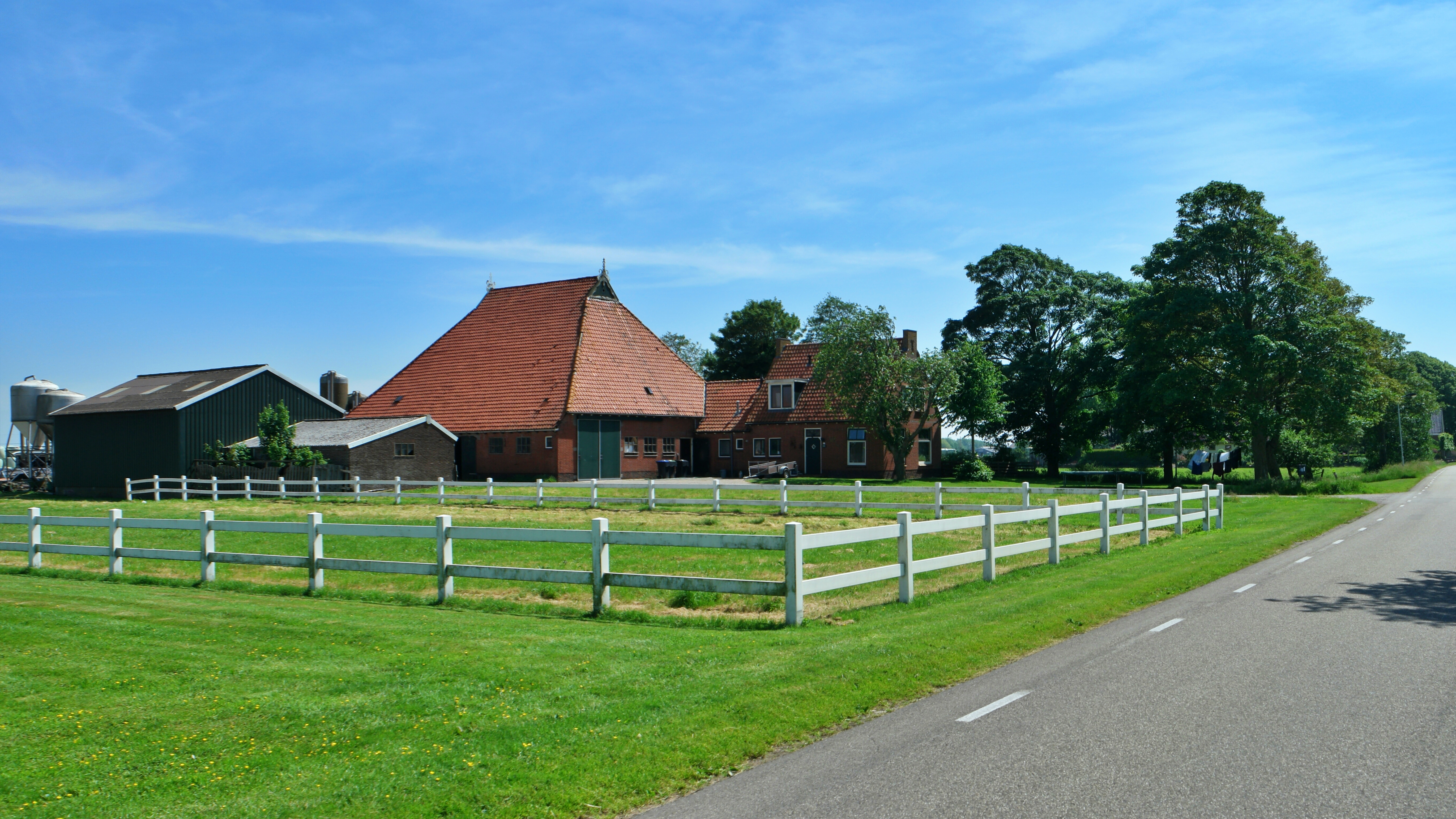
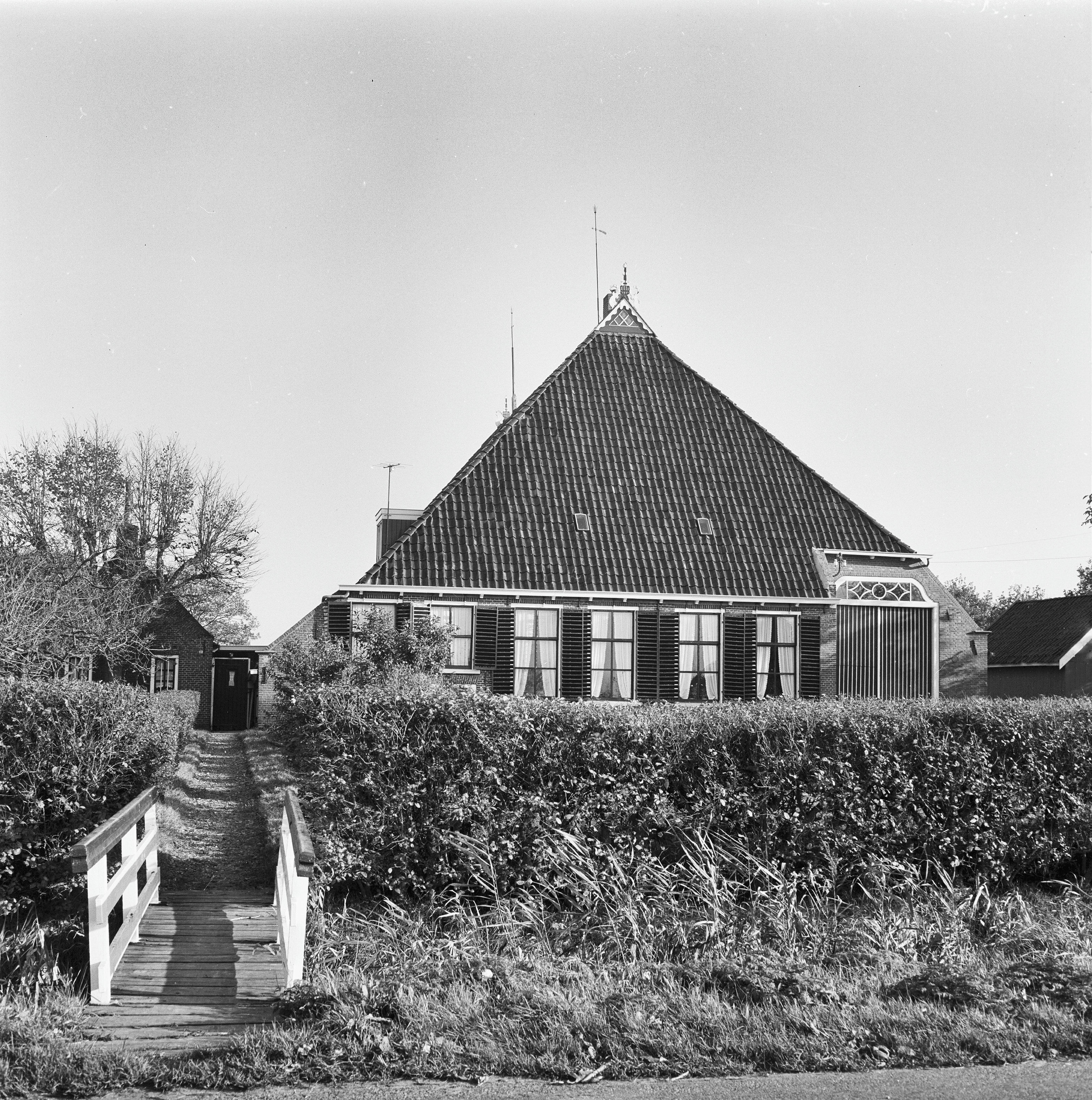
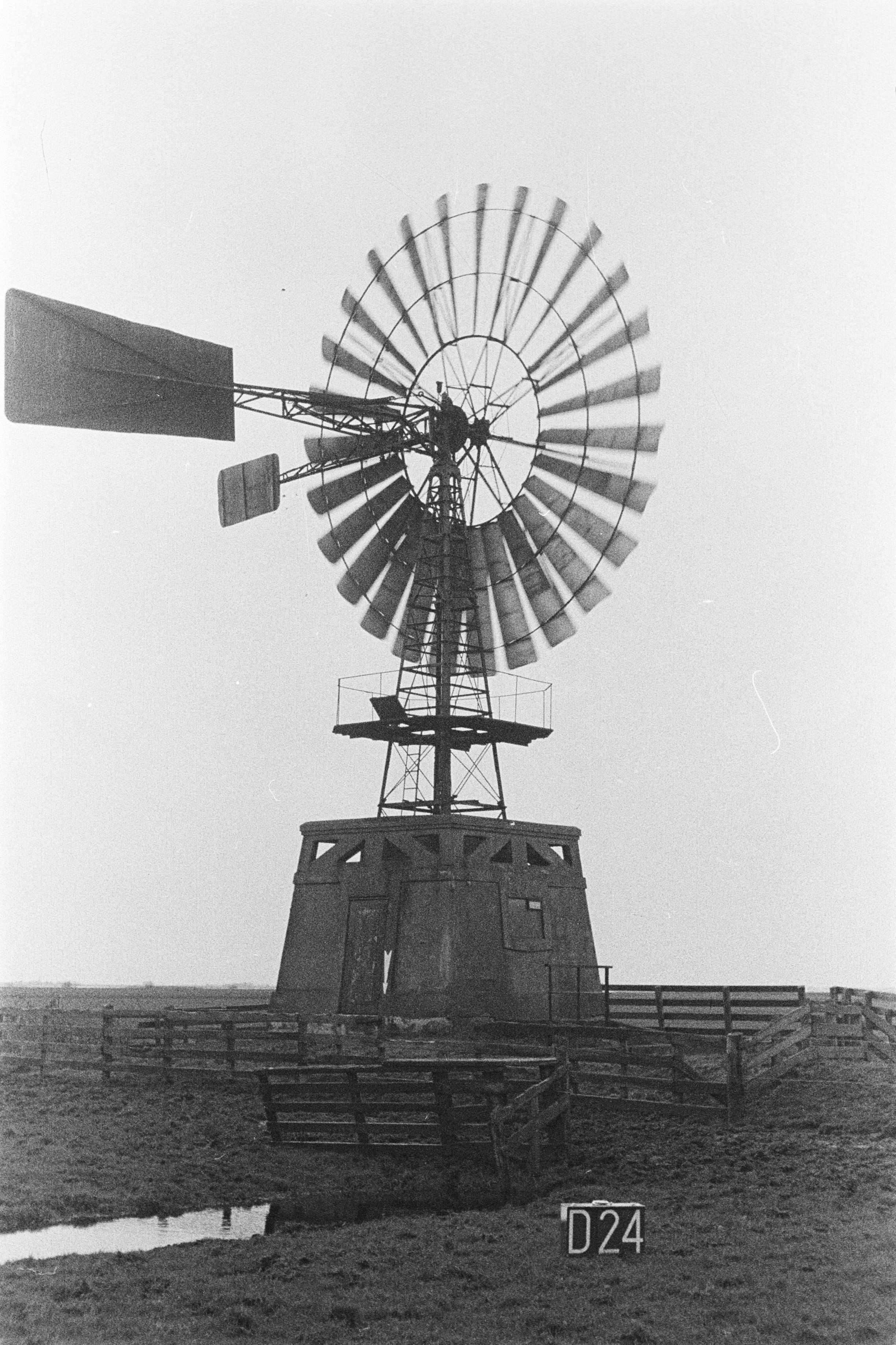